# Prospherysa analis
Prospherysa analis är en tvåvingeart som först beskrevs av Townsend 1927.  Prospherysa analis ingår i släktet Prospherysa och familjen parasitflugor. Inga underarter finns listade i Catalogue of Life.